# Day Drinker
Day Drinker es una película de suspenso acción estadounidense dirigida por Marc Webb y escrita por Zach Dean, la productora Lionsgate lanzará las ventas internacionales del filme en el American Film Market, protagonizada por Johnny Depp y Penélope Cruz. La película será estrenada por Paramount Pictures en 2026.

## Sinopsis
La historia sigue a dos personas que acaban conectadas de formas inesperadas, una trabaja en el bar de un crucero y el otro bebe durante el día. Un enigmático desconocido crea un vínculo improbable con una camarera que ha perdido a su amante, y sus vidas se entrelazan de forma inesperada, solo para descubrir que ambos están atrapados en un oscuro mundo criminal a lo que deben enfrentar juntos.

## Reparto
- Johnny Depp como Kelly.
- Penélope Cruz como Cara Lauzzana.
- Juan Diego Botto
- Anika Boyle
- Arón Piper
- Madelyn Cline como Lorna.
- Manu Ríos

## Producción
La película se encuentra en desarrollo por el director que es probable que se estrene a finales de 2025 o comienzos del 2026.[cita requerida]
El rodaje comenzó en España Santa Cruz de Tenerife, Lionsgate anunció este lunes 14 de abril que ya está en marcha, la producción sacaron la primera foto del thriller. 
El actor Johnny Depp junto a Penélope Cruz protagonizarán juntos por cuarta vez en Hollywood.